# Anja Kalan
Anja Kalan (9 novembre 1976) è un'ex sciatrice alpina slovena.

## Biografia
Specialista delle prove veloci originaria di Škofja Loka, la Kalan esordì in Coppa del Mondo il 12 gennaio 1997 a Bad Kleinkirchheim in supergigante (30ª) e ai Campionati mondiali a Sestriere 1997, dove non completò il supergigante. 
Nel 1998 salì per l'ultima volta sul podio in Coppa Europa, il 7 gennaio a Tignes in supergigante (2ª), e ottenne il miglior piazzamento in Coppa del Mondo, il 23 gennaio a Cortina d'Ampezzo nella medesima specialità (24ª). 
Ai Mondiali di Vail/Beaver Creek 1999, sua ultima presenza iridata, si classificò 31ª nella discesa libera e 24ª nel supergigante; prese per l'ultima volta il via in Coppa del Mondo il 5 marzo 2000 a Lenzerheide in discesa libera (28ª) e si ritirò al termine di quella stessa stagione 1999-2000: la sua ultima gara fu lo slalom gigante dei Campionati sloveni 2000, disputato il 10 aprile a Krvavec e chiuso dalla Kalan al 19º posto.

## Palmarès

### Coppa del Mondo
- Miglior piazzamento in classifica generale: 110ª nel 1999

### Coppa Europa
- 1 podio (dati dalla stagione 1994-1995)
  - 1 secondo posto

### Campionati sloveni
- 3 medaglie (dati dalla stagione 1994-1995):
  - 2 ori (discesa libera, supergigante nel 1999)
  - 1 argento (supergigante nel 1998)